# Élection présidentielle de 1989 en république populaire du Congo
L'élection présidentielle en république du Congo de 1989 s'est déroulée en juillet 1989. Elle est déroulée au cours du quatrième congrès du Parti congolais du travail où Denis Sassou-Nguesso fut reconduit dans ses fonctions pour cinq ans.